# Kaniwszczyna (obwód czernihowski)
Kaniwszczyna (ukr. Канівщина) – wieś na Ukrainie, w obwodzie czernihowskim, w rejonie pryłuckim, w hromadzie Suchopołowa. W 2001 liczyła 501 mieszkańców, spośród których 488 wskazało jako ojczysty język ukraiński, 8 rosyjski, 1 mołdawski, 1 białoruski, a 3 inny.